# Suckweggraben
Der Suckweggraben ist ein Nebenfluss des Buckhoopgrabens in Hamburg-Langenhorn.
Er verläuft nordwestlich des Suckwegs und mündet in einen Teich des Buckhoopgrabens.